# 布埃 (滨海夏朗德省)
布埃（法語：Bouhet，法語發音：[bu.ɛ]）是法国滨海夏朗德省的一个市镇，位于该省北部，属于罗什福尔区。

## 地理
布埃（46°9'56"N, 0°51'30"W）面积15.2 平方千米，位于法国新阿基坦大区滨海夏朗德省，该省份为法国西部滨海省份，北起旺代省，西临大西洋，南至吉倫特省，东南接多爾多涅省，东北接德塞夫勒省接壤，东临夏朗德省。
与布埃接壤的市镇（或旧市镇、城区）包括：阿奈、伯农、勒盖达勒雷、皮拉沃、维尔松、武埃。
布埃的时区为UTC+01:00、UTC+02:00（夏令时）。

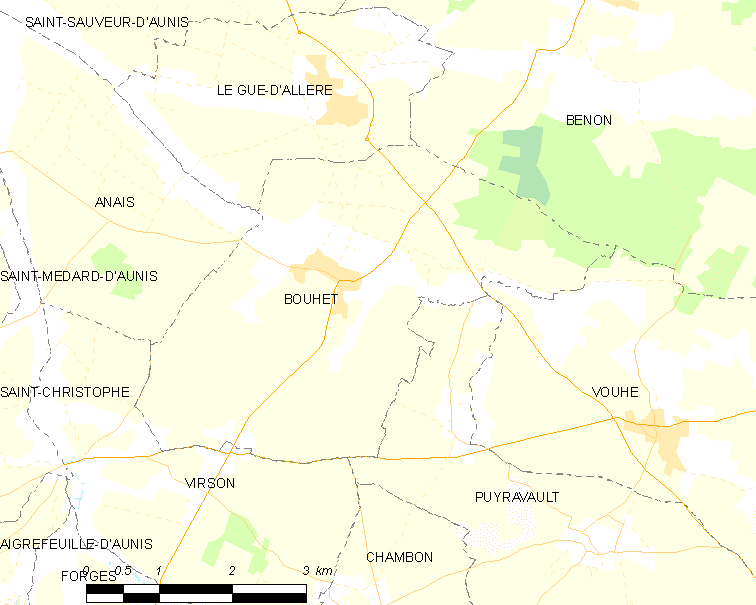
布埃的OSM定位图

## 行政
布埃的邮政编码为17540，INSEE市镇编码为17057。

## 政治
布埃所属的省级选区为拉雅里县。

## 交通
滨海夏朗德省省道D107线、D115线、D116线和D117线经过境内。

## 人口

1962-2008年间布埃人口变化图示

布埃于2022年1月1日时的人口数量为910人。